# Mateusz Bereźnicki
Mateusz Bereźnicki (10 de marzo de 2001) es un deportista polaco que compite en boxeo. En los Juegos Europeos de Cracovia 2023 consiguió una medalla de bronce en la categoría de 92 kg.

## Palmarés internacional
| Juegos Europeos | Juegos Europeos     | Juegos Europeos   | Juegos Europeos |
| Año             | Lugar               | Medalla           | Categoría       |
| --------------- | ------------------- | ----------------- | --------------- |
| 2023            | Nowy Targ (Polonia) | Medalla de bronce | 92 kg           |